# Chó Drever
Chó Drever là một giống chó săn chân ngắn có nguồn gốc từ Thụy Điển và thường được sử dụng để săn hươu và tham gia các cuộc thi thể thao dành cho chó. Drever là hậu duệ của Chó Westphalia Dachsbracke, một loại chó săn Đức được gọi với cái tên ngắn hơn là Bracke. Tên giống chó này "Drever" đã được chọn thông qua một cuộc thi năm 1947.

## Lịch sử và công nhận
Chó Drever là một giống chó Thụy Điển có nguồn gốc từ Chó Westphalia Dachsbracke, được mang từ Đức đến Thụy Điển vào khoảng năm 1910 và lai tạo với những giống chó khác. Vì vào những năm 40 của thế kỷ 20, có hai kích thước chó Dachsbracke do đó một cuộc thi được tổ chức vào năm 1947 để chọn tên mới cho giống Dachsbracke có kích thước lớn hơn giống còn lại một chút, và cái tên Drever đã được chọn, từ từ tiếng Thụy Điển drev, đề cập đến một hình thức săn bắn mà những con chó lùa con mồi về phía thợ săn. Drever sau đó được công nhận bởi Câu lạc bộ Chăm sóc Chó Thụy Điển với vị thế là một giống chó riêng biệt vào năm 1947. Loài này được tổ chức Fédération Cynologique quốc tế công nhận, trong nhóm 6, chó săn mùi và các giống liên quan, mục 1.3, những con chó có kích thước nhỏ.
Drever đã được Câu lạc bộ Chăm sóc Chó Canada công nhận vào năm 1956 trong nhóm chó săn. và vào năm 1996 bởi Liên hiệp các Câu lạc bộ Chăm sóc Chó trong nhóm Chó săn mùi. Giống chó này cũng được công nhận bởi một danh sách dài các cơ quan đăng ký nhỏ, các nhóm giống quý hiếm, các câu lạc bộ săn bắn và các doanh nghiệp đăng ký trên Internet và được quảng bá ở Bắc Mỹ với vai trò là một giống vật nuôi quý hiếm. Drever hiện không được công nhận bởi Câu lạc bộ Chăm sóc Chó (Anh), Hội đồng Chăm sóc Chó quốc gia Úc, Câu lạc bộ Chăm sóc chó New Zealand và Câu lạc bộ Chăm sóc Chó Hoa Kỳ.